# Euphorbia virgata
Euphorbia virgata са вид растения от семейство Млечкови (Euphorbiaceae).
Таксонът е описан за пръв път от Франц Адам фон Валдщайн-Вартенберг през 1803 година.